# Scipione Errico
Cet article comprend des extraits de la Biographie universelle ancienne et moderne de Louis-Gabriel Michaud. Il est possible de supprimer cette indication, si le texte reflète le savoir actuel sur ce thème, si les sources sont citées, s'il satisfait aux exigences linguistiques actuelles et s'il ne contient pas de propos qui vont à l'encontre des règles de neutralité de Wikipédia.
Scipione Errico est un poète mariniste italien, né en 1592 à Messine, ville où il meurt le 18 septembre 1670.

## Biographie
Né à Messine en 1592, il perdit ses parents de bonne heure, et fut placé au séminaire de cette ville, où ses dispositions pour la poésie se développèrent en peu de temps ; il n’était âgé que de 19 ans lorsqu’il publia deux idylles (Endimion et Ariane), qui réunirent les suffrages de tous les connaisseurs. L’étude de la théologie ne ralentit point son ardeur la littérature ; après avoir rempli les devoirs qu’on lui imposait, il cherchait un délassement dans un travail plus conforme à ses goûts. Errico embrassa l’état ecclésiastique, et vint à Rome où il fut accueilli par le cardinal Bernardino Spada, qui ne cessa dès lors de lui donner des preuves de son estime et de son affection. Il se rendit ensuite à Venise et il y séjourna quelque temps, vivant dans la plus grande intimité avec Loredan, Aprosio et d’autres hommes d’un mérite distingué. De retour dans sa patrie, après une absence de plusieurs années, on lui offrit une chaire de philosophie qu’il remplit avec succès. Ayant résigné, en faveur d’un de ses amis, un canonicat qu’il avait à la cathédrale, on proposa un évêché, mais il le refusa, à raison de l’affaiblissement de sa vue. Errico était membre de l’académie des Humoristes de Rome, des Oziosi de Naples, des Incogniti et des Delphici de Venise ; mais aucun titre ne le flattait davantage celui de poète lauréat de Messine, qu’on lui avait solennellement décerné. Il mourut en cette ville le 18 septembre 1670, et fut inhumé dans l’Eglise de Ste-Marie-des-Trompettes. La plupart des biographes italiens ont donné de grands éloges à Errico. « On admire, dit l’auteur des Glorie degli incogniti di Venetia, dans les ouvrages de cet écrivain, un style facile, plein de vivacité, de douceur et d’agrément ; une invention toujours heureuse ; une adresse incroyable à entremêler ses récits de traits piquants et de sages maximes, et enfin l’art d’instruire en amusant. » On ne peut se dissimuler qu’il n’y ait de l’exagération dans cet éloge, mais il fait connaître la haute opinion qu’on avait du talent d’Errico.

## Œuvres
La Biblioth. sicula de Mongitore contient les titres de 31 ouvrages de cet auteur, imprimés, et de 11 restés manuscrits. On se contentera de citer les plus intéressants :
- De tribus scriptoribus historiæ concilii tridentini, Amsterdam et Anvers, 1656, in-8° ; quelques maximes insérées dans cet ouvrage le firent censurer par l’Inquisition ; mais l’auteur avait eu la prudence de se cacher sous le pseudonyme de Caesar Aquilinius ;
- De scientia media et ejus origine opusculum, Gênes, 1668, in-12. Errico publia cet ouvrage sous le masque d’Antonio Querenghi ;
- Deidamia, dramma musicale. Cette pièce, qui a eu plusieurs éditions, fut représentée avec un grand succès à Venise, en 1644, et à Florence, en 1650.
- Poesie, Messine, 1653, in-12. Ce volume renferme la plupart des poésies italiennes qu’Errico avait publiées séparément ; la Babilonia distrutta, poème héroïque ; Ibraim deposto, la Croce stellata, deux poèmes d’un genre moins sérieux ; des Idylles, des Pastorales, etc.
- Le Rivolte di Parnasso, comedia, Messine, 1625, in-12, souvent réimprimée ; elle est écrite en prose. Giusto Fontanini en parle avec éloge dans sa défense de l’Aminta.
- Le Guerre di Parnasso, Venise, 1643, in-12. C’est l’histoire des querelles littéraires, si fréquentes en Italie pendant le XVIIe siècle. Errico a laissé manuscrit un poème burlesque sur le même sujet. On remarque encore parmi ses ouvrages inédits : le Transformationi, poème à l’imitation des Métamorphoses d’Ovide ; la Conquista di Granata, poème héroïque ; des pastorales, des discours, des tragédies, et une comédie intitulée : la Dragontina.